# Jay (Oklahoma)
Jay – miasto w Stanach Zjednoczonych, w stanie Oklahoma, siedziba administracyjna hrabstwa Delaware.